# Деми
Деми (грец. δεμοι, однина δῆμος) — територіальні округи в Давній Аттиці.
Відповідно до реформи Клісфена 509 року до н. е., число демів сягало сотні, пізніше — ще збільшилося. Наприклад, у 5 столітті до н. е. — понад 150, в 3 столітті до н. е. — 174.
Деми мали самоврядування, обирали голову — демарха. За демами складалися списки громадян, так званих демотів (δημότης), облік власності демотів, набиралося військо, обиралися афінські Буле та Геліея.
Під впливом Афін були створені деми і в інших містах Давньої Греції. Наприклад, в кінці 5 століття до н. е. на островах Кос і Родос.

## Сучасність
У сучасній Греції дем (грец. δῆμος, новогрецька вимова [dimos], також передається як «дим») — муніципалітет Грецької республіки.